# Yves Saint Laurent (film)
Yves Saint Laurent is een Franse biografische film uit 2014 geregisseerd door Jalil Lespert.

## Verhaal
De film doet het relaas van het leven van Yves Saint Laurent vanaf het prille begin tot de voorstelling van de 'Opéra - Ballets russes'-collectie in 1976, een eerbetoon aan de kostuumontwerpen van de Ballets Russes door Léon Bakst en aan de oriëntalistische schilderkunst.
Yves Saint Laurent wordt geboren in Oran, waar hij zijn jeugd doorbrengt. Hij trekt naar Parijs om in dienst te treden van het haute-couturebedrijf Christian Dior. In 1957, na het onverhoedse overlijden van Christian Dior, komt de pas eenentwintigjarige Saint Laurent aan het hoofd te staan van dit prestigieuze modehuis.
Begin 1958, tijdens zijn eerste zeer succesrijke modeshow, ontmoet hij Pierre Bergé, de man die zijn levensgezel zal worden. Drie jaar later bundelen Saint Laurent en Bergé hun talenten om het haute-couturebedrijf Yves Saint Laurent op te richten. Dat modehuis stelt zich tot doel de Franse mode-industrie te promoten.

## Rolverdeling
| Acteur                 | Personage              |
| ---------------------- | ---------------------- |
| Pierre Niney           | Yves Saint Laurent     |
| Guillaume Gallienne    | Pierre Bergé           |
| Charlotte Le Bon       | Victoire Doutreleau    |
| Laura Smet             | Loulou de La Falaise   |
| Marianne Basler        | Lucienne Saint Laurent |
| Nikolai Kinski         | Karl Lagerfeld         |
| Marie de Villepin      | Betty Catroux          |
| Patrice Thibaud        | Christian Dior         |
| Jean-Édouard Bodziak   | Bernard Buffet         |
| Xavier Lafitte         | Jacques de Bascher     |
| Anne Alvaro            | Marie-Louise Bousquet  |
| Philippe Morier-Genoud | Jean Cocteau           |